# Trosglidkruid
Trosglidkruid (Scutellaria columnae) is een overblijvende plant die behoort tot de lipbloemenfamilie (Lamiaceae).
De soort staat op de Nederlandse Rode lijst van planten als zeldzaam en stabiel.
De soort komt oorspronkelijk uit het oostelijk Middellandse Zeegebied. 

## Kenmerken
De plant wordt 25 tot 60 cm hoog. De paarsrode bloemen bloeien van juni tot juli. De vrucht is een splitvrucht.
Trosglidkruid komt voor op droge schaduwrijke plaatsen, vaak in duingebieden.